# Castanopsis evansii
Castanopsis evansii är en bokväxtart som beskrevs av Adolph Daniel Edward Elmer. Castanopsis evansii ingår i släktet Castanopsis och familjen bokväxter. Inga underarter finns listade.